# Peter Mueller (skridskoåkare)
Peter Alan Mueller, född 27 juli 1954 i Madison i Wisconsin, är en amerikansk före detta skridskoåkare.
Mueller blev olympisk guldmedaljör på 1 000 meter vid vinterspelen 1976 i Innsbruck.